# Tour de Polonia 2018
La 75.ª edición de la competición ciclista Tour de Polonia fue una carrera de ciclismo en ruta por etapas que se celebró entre el 4 y el 10 de agosto de 2018 en Polonia con inicio en la ciudad de Cracovia y final en el municipio de Bukowina Tatrzańska sobre un recorrido de 1025 kilómetros.
La carrera formó parte del UCI WorldTour 2018, siendo la vigésima séptima competición del calendario de máxima categoría mundial, y fue ganada por el polaco Michał Kwiatkowski del Sky. Lo acompañaron en el podio el británico Simon Yates del Mitchelton-Scott y el francés Thibaut Pinot del Groupama-FDJ, segundo y tercer clasificado respectivamente.

## Equipos participantes
Tomaron parte en la carrera 22 equipos: 18 de categoría UCI WorldTeam; 3 de categoría Profesional Continental; y la selección nacional de Polonia. Formando así un pelotón de 154 ciclistas de los que acabaron 108. Los equipos participantes fueron:
| WorldTeams (18)- BMC Racing Team - Team Sunweb - Lotto NL-Jumbo - UAE Team Emirates - AG2R La Mondiale - Sky - Bahrain-Merida - Astana - Katusha-Alpecin - Trek-Segafredo - EF Education First-Drapac p/b Cannondale - Mitchelton-Scott - Movistar Team - Lotto Soudal - Groupama-FDJ - Dimension Data - Bora-Hansgrohe - Quick-Step Floors Equipos continentales profesionales (3)- Gazprom-RusVelo - Cofidis, Solutions Crédits - CCC Sprandi Polkowice Equipo nacional- Polonia |
| |

## Recorrido
El Tour de Polonia dispuso de siete etapas dividido en dos etapas llanas, una de media montaña, y cuatro etapas de alta montaña, para un recorrido total de 1025 kilómetros.
| Etapa     | Fecha     | Recorrido                                 | type                   | Distancia (km) | Ganador            | Líder              |
| --------- | --------- | ----------------------------------------- | ---------------------- | -------------- | ------------------ | ------------------ |
| 1.ª etapa | 4 de ago  | Cracovia – Cracovia                       | etapa llana            | 134            | Pascal Ackermann   | Pascal Ackermann   |
| 2.ª etapa | 5 de ago  | Tarnowskie Góry – Katowice                | etapa escarpada        | 144,3          | Pascal Ackermann   | Pascal Ackermann   |
| 3.ª etapa | 6 de ago  | Estadio de Silesia – Zabrze               | etapa escarpada        | 139            | Álvaro Hodeg       | Álvaro Hodeg       |
| 4.ª etapa | 7 de ago  | Jaworzno – Szczyrk                        | etapa de montaña       | 179            | Michał Kwiatkowski | Michał Kwiatkowski |
| 5.ª etapa | 8 de ago  | Minas de sal de Wieliczka – Bielsko-Biała | etapa de media montaña | 152            | Michał Kwiatkowski | Michał Kwiatkowski |
| 6.ª etapa | 9 de ago  | Zakopane – Bukowina Tatrzańska            | etapa de montaña       | 129            | Georg Preidler     | Michał Kwiatkowski |
| 7.ª etapa | 10 de ago | Bukowina Tatrzańska – Bukowina Tatrzańska | etapa de montaña       | 136            | Simon Yates        | Michał Kwiatkowski |

## Desarrollo de la carrera

### 1.ª etapa
| Cracovia - Cracovia | etapa llana | (134 km) |

| \| Clasificación de la etapa \| Clasificación de la etapa \| Clasificación de la etapa \| Clasificación de la etapa \| Clasificación de la etapa \| \| Ciclista \| Ciclista \| Equipo \| Tiempo \| \| \| ------------------------- \| ------------------------- \| ------------------------- \| ------------------------- \| ------------------------- \| \| 1.º \| Pascal Ackermann \| Bora-Hansgrohe \| 2 h 59 min 11 s \| \| \| 2.º \| Álvaro Hodeg \| Quick-Step Floors \| + 0 s \| \| \| 3.º \| Matteo Trentin \| Mitchelton-Scott \| + 0 s \| \| \| 4.º \| Giacomo Nizzolo \| Trek-Segafredo \| + 0 s \| \| \| 5.º \| Danny van Poppel \| LottoNL-Jumbo \| + 0 s \| \| \| 6.º \| Mike Teunissen \| Team Sunweb \| + 0 s \| \| \| 7.º \| Simone Consonni \| UAE Team Emirates \| + 0 s \| \| \| 8.º \| Clément Venturini \| AG2R La Mondiale \| + 0 s \| \| \| 9.º \| Maciej Paterski \| Polonia \| + 0 s \| \| \| 10.º \| Paweł Franczak \| CCC Sprandi Polkowice \| + 0 s \| \| |                   |                       |                 |
| |                   |                       |                 |
| Fuente: ProCyclingStats |                   |                       |                 |
| Clasificación de la etapa |                   |                       |                 |
| Ciclista | Ciclista          | Equipo                | Tiempo          |
| 1.º | Pascal Ackermann  | Bora-Hansgrohe        | 2 h 59 min 11 s |
| 2.º | Álvaro Hodeg      | Quick-Step Floors     | + 0 s           |
| 3.º | Matteo Trentin    | Mitchelton-Scott      | + 0 s           |
| 4.º | Giacomo Nizzolo   | Trek-Segafredo        | + 0 s           |
| 5.º | Danny van Poppel  | LottoNL-Jumbo         | + 0 s           |
| 6.º | Mike Teunissen    | Team Sunweb           | + 0 s           |
| 7.º | Simone Consonni   | UAE Team Emirates     | + 0 s           |
| 8.º | Clément Venturini | AG2R La Mondiale      | + 0 s           |
| 9.º | Maciej Paterski   | Polonia               | + 0 s           |
| 10.º | Paweł Franczak    | CCC Sprandi Polkowice | + 0 s           |

| \| Clasificación general \| Clasificación general \| Clasificación general \| Clasificación general \| Clasificación general \| \| Ciclista \| Ciclista \| Equipo \| Tiempo \| \| \| --------------------- \| --------------------- \| -------------------------- \| --------------------- \| --------------------- \| \| 1.º \| Pascal Ackermann \| Bora-Hansgrohe \| 2 h 59 min 01 s \| \| \| 2.º \| Álvaro Hodeg \| Quick-Step Floors \| + 4 s \| \| \| 3.º \| Matteo Trentin \| Mitchelton-Scott \| + 6 s \| \| \| 4.º \| Alessandro De Marchi \| BMC Racing Team \| + 7 s \| \| \| 5.º \| Michał Paluta \| CCC Sprandi Polkowice \| + 8 s \| \| \| 6.º \| Stéphane Rossetto \| Cofidis, Solutions Crédits \| + 9 s \| \| \| 7.º \| Giacomo Nizzolo \| Trek-Segafredo \| + 10 s \| \| \| 8.º \| Danny van Poppel \| LottoNL-Jumbo \| + 10 s \| \| \| 9.º \| Mike Teunissen \| Team Sunweb \| + 10 s \| \| \| 10.º \| Simone Consonni \| UAE Team Emirates \| + 10 s \| \| |                      |                            |                 |
| |                      |                            |                 |
| Fuente: ProCyclingStats |                      |                            |                 |
| Clasificación general |                      |                            |                 |
| Ciclista | Ciclista             | Equipo                     | Tiempo          |
| 1.º | Pascal Ackermann     | Bora-Hansgrohe             | 2 h 59 min 01 s |
| 2.º | Álvaro Hodeg         | Quick-Step Floors          | + 4 s           |
| 3.º | Matteo Trentin       | Mitchelton-Scott           | + 6 s           |
| 4.º | Alessandro De Marchi | BMC Racing Team            | + 7 s           |
| 5.º | Michał Paluta        | CCC Sprandi Polkowice      | + 8 s           |
| 6.º | Stéphane Rossetto    | Cofidis, Solutions Crédits | + 9 s           |
| 7.º | Giacomo Nizzolo      | Trek-Segafredo             | + 10 s          |
| 8.º | Danny van Poppel     | LottoNL-Jumbo              | + 10 s          |
| 9.º | Mike Teunissen       | Team Sunweb                | + 10 s          |
| 10.º | Simone Consonni      | UAE Team Emirates          | + 10 s          |

### 2.ª etapa
| Tarnowskie Góry - Katowice | etapa escarpada | (144,3 km) |

| \| Clasificación de la etapa \| Clasificación de la etapa \| Clasificación de la etapa \| Clasificación de la etapa \| Clasificación de la etapa \| \| Ciclista \| Ciclista \| Equipo \| Tiempo \| \| \| ------------------------- \| ------------------------- \| ------------------------- \| ------------------------- \| ------------------------- \| \| 1.º \| Pascal Ackermann \| Bora-Hansgrohe \| 3 h 16 min 39 s \| \| \| 2.º \| Álvaro Hodeg \| Quick-Step Floors \| + 0 s \| \| \| 3.º \| Giacomo Nizzolo \| Trek-Segafredo \| + 0 s \| \| \| 4.º \| Luka Mezgec \| Mitchelton-Scott \| + 0 s \| \| \| 5.º \| Simone Consonni \| UAE Team Emirates \| + 0 s \| \| \| 6.º \| Niccolò Bonifazio \| Bahrain-Merida \| + 0 s \| \| \| 7.º \| Marc Sarreau \| Groupama-FDJ \| + 0 s \| \| \| 8.º \| Mike Teunissen \| Team Sunweb \| + 0 s \| \| \| 9.º \| Clément Venturini \| AG2R La Mondiale \| + 0 s \| \| \| 10.º \| Kamil Zieliński \| Polonia \| + 0 s \| \| |                   |                   |                 |
| |                   |                   |                 |
| Fuente: ProCyclingStats |                   |                   |                 |
| Clasificación de la etapa |                   |                   |                 |
| Ciclista | Ciclista          | Equipo            | Tiempo          |
| 1.º | Pascal Ackermann  | Bora-Hansgrohe    | 3 h 16 min 39 s |
| 2.º | Álvaro Hodeg      | Quick-Step Floors | + 0 s           |
| 3.º | Giacomo Nizzolo   | Trek-Segafredo    | + 0 s           |
| 4.º | Luka Mezgec       | Mitchelton-Scott  | + 0 s           |
| 5.º | Simone Consonni   | UAE Team Emirates | + 0 s           |
| 6.º | Niccolò Bonifazio | Bahrain-Merida    | + 0 s           |
| 7.º | Marc Sarreau      | Groupama-FDJ      | + 0 s           |
| 8.º | Mike Teunissen    | Team Sunweb       | + 0 s           |
| 9.º | Clément Venturini | AG2R La Mondiale  | + 0 s           |
| 10.º | Kamil Zieliński   | Polonia           | + 0 s           |

| \| Clasificación general \| Clasificación general \| Clasificación general \| Clasificación general \| Clasificación general \| \| Ciclista \| Ciclista \| Equipo \| Tiempo \| \| \| --------------------- \| --------------------- \| -------------------------- \| --------------------- \| --------------------- \| \| 1.º \| Pascal Ackermann \| Bora-Hansgrohe \| 6 h 15 min 30 s \| \| \| 2.º \| Álvaro Hodeg \| Quick-Step Floors \| + 8 s \| \| \| 3.º \| Jenthe Biermans \| Katusha-Alpecin \| + 11 s \| \| \| 4.º \| Giacomo Nizzolo \| Trek-Segafredo \| + 16 s \| \| \| 5.º \| Matteo Trentin \| Mitchelton-Scott \| + 16 s \| \| \| 6.º \| Jan Bakelants \| AG2R La Mondiale \| + 16 s \| \| \| 7.º \| Alessandro De Marchi \| BMC Racing Team \| + 17 s \| \| \| 8.º \| Michał Paluta \| CCC Sprandi Polkowice \| + 18 s \| \| \| 9.º \| Stéphane Rossetto \| Cofidis, Solutions Crédits \| + 19 s \| \| \| 10.º \| Simone Consonni \| UAE Team Emirates \| + 20 s \| \| |                      |                            |                 |
| |                      |                            |                 |
| Fuente: ProCyclingStats |                      |                            |                 |
| Clasificación general |                      |                            |                 |
| Ciclista | Ciclista             | Equipo                     | Tiempo          |
| 1.º | Pascal Ackermann     | Bora-Hansgrohe             | 6 h 15 min 30 s |
| 2.º | Álvaro Hodeg         | Quick-Step Floors          | + 8 s           |
| 3.º | Jenthe Biermans      | Katusha-Alpecin            | + 11 s          |
| 4.º | Giacomo Nizzolo      | Trek-Segafredo             | + 16 s          |
| 5.º | Matteo Trentin       | Mitchelton-Scott           | + 16 s          |
| 6.º | Jan Bakelants        | AG2R La Mondiale           | + 16 s          |
| 7.º | Alessandro De Marchi | BMC Racing Team            | + 17 s          |
| 8.º | Michał Paluta        | CCC Sprandi Polkowice      | + 18 s          |
| 9.º | Stéphane Rossetto    | Cofidis, Solutions Crédits | + 19 s          |
| 10.º | Simone Consonni      | UAE Team Emirates          | + 20 s          |

### 3.ª etapa
| Estadio de Silesia - Zabrze | etapa escarpada | (139 km) |

| \| Clasificación de la etapa \| Clasificación de la etapa \| Clasificación de la etapa \| Clasificación de la etapa \| Clasificación de la etapa \| \| Ciclista \| Ciclista \| Equipo \| Tiempo \| \| \| ------------------------- \| ------------------------- \| ------------------------- \| ------------------------- \| ------------------------- \| \| 1.º \| Álvaro Hodeg \| Quick-Step Floors \| 3 h 09 min 59 s \| \| \| 2.º \| Daniel McLay \| EF Education First-Drapac \| + 0 s \| \| \| 3.º \| André Greipel \| Lotto-Soudal \| + 0 s \| \| \| 4.º \| Sacha Modolo \| EF Education First-Drapac \| + 0 s \| \| \| 5.º \| Matteo Trentin \| Mitchelton-Scott \| + 0 s \| \| \| 6.º \| Giacomo Nizzolo \| Trek-Segafredo \| + 0 s \| \| \| 7.º \| Michael Mørkøv \| Quick-Step Floors \| + 0 s \| \| \| 8.º \| Marc Sarreau \| Groupama-FDJ \| + 0 s \| \| \| 9.º \| Jürgen Roelandts \| BMC Racing Team \| + 0 s \| \| \| 10.º \| Mike Teunissen \| Team Sunweb \| + 0 s \| \| |                  |                           |                 |
| |                  |                           |                 |
| Fuente: ProCyclingStats |                  |                           |                 |
| Clasificación de la etapa |                  |                           |                 |
| Ciclista | Ciclista         | Equipo                    | Tiempo          |
| 1.º | Álvaro Hodeg     | Quick-Step Floors         | 3 h 09 min 59 s |
| 2.º | Daniel McLay     | EF Education First-Drapac | + 0 s           |
| 3.º | André Greipel    | Lotto-Soudal              | + 0 s           |
| 4.º | Sacha Modolo     | EF Education First-Drapac | + 0 s           |
| 5.º | Matteo Trentin   | Mitchelton-Scott          | + 0 s           |
| 6.º | Giacomo Nizzolo  | Trek-Segafredo            | + 0 s           |
| 7.º | Michael Mørkøv   | Quick-Step Floors         | + 0 s           |
| 8.º | Marc Sarreau     | Groupama-FDJ              | + 0 s           |
| 9.º | Jürgen Roelandts | BMC Racing Team           | + 0 s           |
| 10.º | Mike Teunissen   | Team Sunweb               | + 0 s           |

| \| Clasificación general \| Clasificación general \| Clasificación general \| Clasificación general \| Clasificación general \| \| Ciclista \| Ciclista \| Equipo \| Tiempo \| \| \| --------------------- \| --------------------- \| -------------------------- \| --------------------- \| --------------------- \| \| 1.º \| Álvaro Hodeg \| Quick-Step Floors \| 9 h 25 min 27 s \| \| \| 2.º \| Pascal Ackermann \| Bora-Hansgrohe \| + 2 s \| \| \| 3.º \| Jenthe Biermans \| Katusha-Alpecin \| + 5 s \| \| \| 4.º \| André Greipel \| Lotto-Soudal \| + 15 s \| \| \| 5.º \| Michał Paluta \| CCC Sprandi Polkowice \| + 16 s \| \| \| 6.º \| Giacomo Nizzolo \| Trek-Segafredo \| + 18 s \| \| \| 7.º \| Matteo Trentin \| Mitchelton-Scott \| + 18 s \| \| \| 8.º \| Jan Bakelants \| AG2R La Mondiale \| + 18 s \| \| \| 9.º \| Alessandro De Marchi \| BMC Racing Team \| + 19 s \| \| \| 10.º \| Mathias Le Turnier \| Cofidis, Solutions Crédits \| + 20 s \| \| |                      |                            |                 |
| |                      |                            |                 |
| Fuente: ProCyclingStats |                      |                            |                 |
| Clasificación general |                      |                            |                 |
| Ciclista | Ciclista             | Equipo                     | Tiempo          |
| 1.º | Álvaro Hodeg         | Quick-Step Floors          | 9 h 25 min 27 s |
| 2.º | Pascal Ackermann     | Bora-Hansgrohe             | + 2 s           |
| 3.º | Jenthe Biermans      | Katusha-Alpecin            | + 5 s           |
| 4.º | André Greipel        | Lotto-Soudal               | + 15 s          |
| 5.º | Michał Paluta        | CCC Sprandi Polkowice      | + 16 s          |
| 6.º | Giacomo Nizzolo      | Trek-Segafredo             | + 18 s          |
| 7.º | Matteo Trentin       | Mitchelton-Scott           | + 18 s          |
| 8.º | Jan Bakelants        | AG2R La Mondiale           | + 18 s          |
| 9.º | Alessandro De Marchi | BMC Racing Team            | + 19 s          |
| 10.º | Mathias Le Turnier   | Cofidis, Solutions Crédits | + 20 s          |

### 4.ª etapa
| Jaworzno - Szczyrk | etapa de montaña | (179 km) |

| \| Clasificación de la etapa \| Clasificación de la etapa \| Clasificación de la etapa \| Clasificación de la etapa \| Clasificación de la etapa \| \| Ciclista \| Ciclista \| Equipo \| Tiempo \| \| \| ------------------------- \| ------------------------- \| ------------------------- \| ------------------------- \| ------------------------- \| \| 1.º \| Michał Kwiatkowski \| Team Sky \| 4 h 25 min 44 s \| \| \| 2.º \| Dylan Teuns \| BMC Racing Team \| + 3 s \| \| \| 3.º \| George Bennett \| LottoNL-Jumbo \| + 3 s \| \| \| 4.º \| Serguéi Chernetski \| Astana \| + 3 s \| \| \| 5.º \| Dani Moreno \| EF Education First-Drapac \| + 3 s \| \| \| 6.º \| Thibaut Pinot \| Groupama-FDJ \| + 3 s \| \| \| 7.º \| Sam Oomen \| Team Sunweb \| + 6 s \| \| \| 8.º \| Enrico Gasparotto \| Bahrain-Merida \| + 6 s \| \| \| 9.º \| Sergio Luis Henao \| Team Sky \| + 6 s \| \| \| 10.º \| Davide Formolo \| Bora-Hansgrohe \| + 6 s \| \| |                    |                           |                 |
| |                    |                           |                 |
| Fuente: ProCyclingStats |                    |                           |                 |
| Clasificación de la etapa |                    |                           |                 |
| Ciclista | Ciclista           | Equipo                    | Tiempo          |
| 1.º | Michał Kwiatkowski | Team Sky                  | 4 h 25 min 44 s |
| 2.º | Dylan Teuns        | BMC Racing Team           | + 3 s           |
| 3.º | George Bennett     | LottoNL-Jumbo             | + 3 s           |
| 4.º | Serguéi Chernetski | Astana                    | + 3 s           |
| 5.º | Dani Moreno        | EF Education First-Drapac | + 3 s           |
| 6.º | Thibaut Pinot      | Groupama-FDJ              | + 3 s           |
| 7.º | Sam Oomen          | Team Sunweb               | + 6 s           |
| 8.º | Enrico Gasparotto  | Bahrain-Merida            | + 6 s           |
| 9.º | Sergio Luis Henao  | Team Sky                  | + 6 s           |
| 10.º | Davide Formolo     | Bora-Hansgrohe            | + 6 s           |

| \| Clasificación general \| Clasificación general \| Clasificación general \| Clasificación general \| Clasificación general \| \| Ciclista \| Ciclista \| Equipo \| Tiempo \| \| \| --------------------- \| --------------------- \| ------------------------- \| --------------------- \| --------------------- \| \| 1.º \| Michał Kwiatkowski \| Team Sky \| 13 h 51 min 22 s \| \| \| 2.º \| Dylan Teuns \| BMC Racing Team \| + 8 s \| \| \| 3.º \| George Bennett \| LottoNL-Jumbo \| + 10 s \| \| \| 4.º \| Serguéi Chernetski \| Astana \| + 14 s \| \| \| 5.º \| Thibaut Pinot \| Groupama-FDJ \| + 14 s \| \| \| 6.º \| Dani Moreno \| EF Education First-Drapac \| + 14 s \| \| \| 7.º \| Sam Oomen \| Team Sunweb \| + 17 s \| \| \| 8.º \| Enrico Gasparotto \| Bahrain-Merida \| + 17 s \| \| \| 9.º \| Emanuel Buchmann \| Bora-Hansgrohe \| + 17 s \| \| \| 10.º \| Fabio Aru \| UAE Team Emirates \| + 17 s \| \| |                    |                           |                  |
| |                    |                           |                  |
| Fuente: ProCyclingStats |                    |                           |                  |
| Clasificación general |                    |                           |                  |
| Ciclista | Ciclista           | Equipo                    | Tiempo           |
| 1.º | Michał Kwiatkowski | Team Sky                  | 13 h 51 min 22 s |
| 2.º | Dylan Teuns        | BMC Racing Team           | + 8 s            |
| 3.º | George Bennett     | LottoNL-Jumbo             | + 10 s           |
| 4.º | Serguéi Chernetski | Astana                    | + 14 s           |
| 5.º | Thibaut Pinot      | Groupama-FDJ              | + 14 s           |
| 6.º | Dani Moreno        | EF Education First-Drapac | + 14 s           |
| 7.º | Sam Oomen          | Team Sunweb               | + 17 s           |
| 8.º | Enrico Gasparotto  | Bahrain-Merida            | + 17 s           |
| 9.º | Emanuel Buchmann   | Bora-Hansgrohe            | + 17 s           |
| 10.º | Fabio Aru          | UAE Team Emirates         | + 17 s           |

### 5.ª etapa
| Minas de sal de Wieliczka - Bielsko-Biała | etapa de media montaña | (152 km) |

| \| Clasificación de la etapa \| Clasificación de la etapa \| Clasificación de la etapa \| Clasificación de la etapa \| Clasificación de la etapa \| \| Ciclista \| Ciclista \| Equipo \| Tiempo \| \| \| ------------------------- \| ------------------------- \| ------------------------- \| ------------------------- \| ------------------------- \| \| 1.º \| Michał Kwiatkowski \| Team Sky \| 3 h 39 min 14 s \| \| \| 2.º \| Dylan Teuns \| BMC Racing Team \| + 0 s \| \| \| 3.º \| Enrico Battaglin \| LottoNL-Jumbo \| + 0 s \| \| \| 4.º \| Pascal Ackermann \| Bora-Hansgrohe \| + 0 s \| \| \| 5.º \| Enrico Gasparotto \| Bahrain-Merida \| + 0 s \| \| \| 6.º \| Simon Yates \| Mitchelton-Scott \| + 0 s \| \| \| 7.º \| Simone Consonni \| UAE Team Emirates \| + 0 s \| \| \| 8.º \| Giacomo Nizzolo \| Trek-Segafredo \| + 0 s \| \| \| 9.º \| Edvald Boasson Hagen \| Dimension Data \| + 0 s \| \| \| 10.º \| Jan Bakelants \| AG2R La Mondiale \| + 0 s \| \| |                      |                   |                 |
| |                      |                   |                 |
| Fuente: ProCyclingStats |                      |                   |                 |
| Clasificación de la etapa |                      |                   |                 |
| Ciclista | Ciclista             | Equipo            | Tiempo          |
| 1.º | Michał Kwiatkowski   | Team Sky          | 3 h 39 min 14 s |
| 2.º | Dylan Teuns          | BMC Racing Team   | + 0 s           |
| 3.º | Enrico Battaglin     | LottoNL-Jumbo     | + 0 s           |
| 4.º | Pascal Ackermann     | Bora-Hansgrohe    | + 0 s           |
| 5.º | Enrico Gasparotto    | Bahrain-Merida    | + 0 s           |
| 6.º | Simon Yates          | Mitchelton-Scott  | + 0 s           |
| 7.º | Simone Consonni      | UAE Team Emirates | + 0 s           |
| 8.º | Giacomo Nizzolo      | Trek-Segafredo    | + 0 s           |
| 9.º | Edvald Boasson Hagen | Dimension Data    | + 0 s           |
| 10.º | Jan Bakelants        | AG2R La Mondiale  | + 0 s           |

| \| Clasificación general \| Clasificación general \| Clasificación general \| Clasificación general \| Clasificación general \| \| Ciclista \| Ciclista \| Equipo \| Tiempo \| \| \| --------------------- \| --------------------- \| ------------------------- \| --------------------- \| --------------------- \| \| 1.º \| Michał Kwiatkowski \| Team Sky \| 17 h 30 min 26 s \| \| \| 2.º \| Dylan Teuns \| BMC Racing Team \| + 12 s \| \| \| 3.º \| George Bennett \| LottoNL-Jumbo \| + 20 s \| \| \| 4.º \| Serguéi Chernetski \| Astana \| + 24 s \| \| \| 5.º \| Thibaut Pinot \| Groupama-FDJ \| + 24 s \| \| \| 6.º \| Dani Moreno \| EF Education First-Drapac \| + 24 s \| \| \| 7.º \| Sam Oomen \| Team Sunweb \| + 27 s \| \| \| 8.º \| Enrico Gasparotto \| Bahrain-Merida \| + 27 s \| \| \| 9.º \| Emanuel Buchmann \| Bora-Hansgrohe \| + 27 s \| \| \| 10.º \| Fabio Aru \| UAE Team Emirates \| + 27 s \| \| |                    |                           |                  |
| |                    |                           |                  |
| Fuente: ProCyclingStats |                    |                           |                  |
| Clasificación general |                    |                           |                  |
| Ciclista | Ciclista           | Equipo                    | Tiempo           |
| 1.º | Michał Kwiatkowski | Team Sky                  | 17 h 30 min 26 s |
| 2.º | Dylan Teuns        | BMC Racing Team           | + 12 s           |
| 3.º | George Bennett     | LottoNL-Jumbo             | + 20 s           |
| 4.º | Serguéi Chernetski | Astana                    | + 24 s           |
| 5.º | Thibaut Pinot      | Groupama-FDJ              | + 24 s           |
| 6.º | Dani Moreno        | EF Education First-Drapac | + 24 s           |
| 7.º | Sam Oomen          | Team Sunweb               | + 27 s           |
| 8.º | Enrico Gasparotto  | Bahrain-Merida            | + 27 s           |
| 9.º | Emanuel Buchmann   | Bora-Hansgrohe            | + 27 s           |
| 10.º | Fabio Aru          | UAE Team Emirates         | + 27 s           |

### 6.ª etapa
El ganador inicialmente fue el ciclista austriaco Georg Preidler, pero fue desposeído de los resultados obtenidos entre el 1 de febrero de 2018 al 5 de marzo de 2019, por su participación en una red de dopaje sanguíneo.
| Zakopane - Bukowina Tatrzańska | etapa de montaña | (129 km) |

| \| Clasificación de la etapa \| Clasificación de la etapa \| Clasificación de la etapa \| Clasificación de la etapa \| Clasificación de la etapa \| \| Ciclista \| Ciclista \| Equipo \| Tiempo \| \| \| ------------------------- \| ------------------------- \| ------------------------- \| ------------------------- \| ------------------------- \| \| 1.º \| Georg Preidler \| Groupama-FDJ \| DES \| \| \| 2.º \| Emanuel Buchmann \| Bora-Hansgrohe \| + 0 s \| \| \| 3.º \| Michał Kwiatkowski \| Team Sky \| + 0 s \| \| \| 4.º \| Simon Yates \| Mitchelton-Scott \| + 0 s \| \| \| 5.º \| Dylan Teuns \| BMC Racing Team \| + 0 s \| \| \| 6.º \| Serguéi Chernetski \| Astana \| + 0 s \| \| \| 7.º \| George Bennett \| LottoNL-Jumbo \| + 0 s \| \| \| 8.º \| Laurens De Plus \| Quick-Step Floors \| + 0 s \| \| \| 9.º \| Thibaut Pinot \| Groupama-FDJ \| + 0 s \| \| \| 10.º \| Richard Carapaz \| Movistar Team \| + 4 s \| \| |                    |                   |        |
| |                    |                   |        |
| Fuente: ProCyclingStats |                    |                   |        |
| Clasificación de la etapa |                    |                   |        |
| Ciclista | Ciclista           | Equipo            | Tiempo |
| 1.º | Georg Preidler     | Groupama-FDJ      | DES    |
| 2.º | Emanuel Buchmann   | Bora-Hansgrohe    | + 0 s  |
| 3.º | Michał Kwiatkowski | Team Sky          | + 0 s  |
| 4.º | Simon Yates        | Mitchelton-Scott  | + 0 s  |
| 5.º | Dylan Teuns        | BMC Racing Team   | + 0 s  |
| 6.º | Serguéi Chernetski | Astana            | + 0 s  |
| 7.º | George Bennett     | LottoNL-Jumbo     | + 0 s  |
| 8.º | Laurens De Plus    | Quick-Step Floors | + 0 s  |
| 9.º | Thibaut Pinot      | Groupama-FDJ      | + 0 s  |
| 10.º | Richard Carapaz    | Movistar Team     | + 4 s  |

| \| Clasificación general \| Clasificación general \| Clasificación general \| Clasificación general \| Clasificación general \| \| Ciclista \| Ciclista \| Equipo \| Tiempo \| \| \| --------------------- \| --------------------- \| --------------------- \| --------------------- \| --------------------- \| \| 1.º \| Michał Kwiatkowski \| Team Sky \| 20 h 46 min 23 s \| \| \| 2.º \| Dylan Teuns \| BMC Racing Team \| + 16 s \| \| \| 3.º \| George Bennett \| LottoNL-Jumbo \| + 24 s \| \| \| 4.º \| Emanuel Buchmann \| Bora-Hansgrohe \| + 25 s \| \| \| 5.º \| Serguéi Chernetski \| Astana \| + 28 s \| \| \| 6.º \| Thibaut Pinot \| Groupama-FDJ \| + 28 s \| \| \| 7.º \| Georg Preidler \| Groupama-FDJ \| DES \| \| \| 8.º \| Laurens De Plus \| Quick-Step Floors \| + 31 s \| \| \| 9.º \| Simon Yates \| Mitchelton-Scott \| + 39 s \| \| \| 10.º \| Sam Oomen \| Team Sunweb \| + 42 s \| \| |                    |                   |                  |
| |                    |                   |                  |
| Fuente: ProCyclingStats |                    |                   |                  |
| Clasificación general |                    |                   |                  |
| Ciclista | Ciclista           | Equipo            | Tiempo           |
| 1.º | Michał Kwiatkowski | Team Sky          | 20 h 46 min 23 s |
| 2.º | Dylan Teuns        | BMC Racing Team   | + 16 s           |
| 3.º | George Bennett     | LottoNL-Jumbo     | + 24 s           |
| 4.º | Emanuel Buchmann   | Bora-Hansgrohe    | + 25 s           |
| 5.º | Serguéi Chernetski | Astana            | + 28 s           |
| 6.º | Thibaut Pinot      | Groupama-FDJ      | + 28 s           |
| 7.º | Georg Preidler     | Groupama-FDJ      | DES              |
| 8.º | Laurens De Plus    | Quick-Step Floors | + 31 s           |
| 9.º | Simon Yates        | Mitchelton-Scott  | + 39 s           |
| 10.º | Sam Oomen          | Team Sunweb       | + 42 s           |

### 7.ª etapa
| Bukowina Tatrzańska - Bukowina Tatrzańska | etapa de montaña | (136 km) |

| \| Clasificación de la etapa \| Clasificación de la etapa \| Clasificación de la etapa \| Clasificación de la etapa \| Clasificación de la etapa \| \| Ciclista \| Ciclista \| Equipo \| Tiempo \| \| \| ------------------------- \| ------------------------- \| ------------------------- \| ------------------------- \| ------------------------- \| \| 1.º \| Simon Yates \| Mitchelton-Scott \| 3 h 37 min 17 s \| \| \| 2.º \| Thibaut Pinot \| Groupama-FDJ \| + 12 s \| \| \| 3.º \| Davide Formolo \| Bora-Hansgrohe \| + 12 s \| \| \| 4.º \| Sam Oomen \| Team Sunweb \| + 14 s \| \| \| 5.º \| George Bennett \| LottoNL-Jumbo \| + 14 s \| \| \| 6.º \| Michał Kwiatkowski \| Team Sky \| + 14 s \| \| \| 7.º \| Enrico Gasparotto \| Bahrain-Merida \| + 14 s \| \| \| 8.º \| Richard Carapaz \| Movistar Team \| + 16 s \| \| \| 9.º \| Georg Preidler \| Groupama-FDJ \| DES \| \| \| 10.º \| Fabio Aru \| UAE Team Emirates \| + 16 s \| \| |                    |                   |                 |
| |                    |                   |                 |
| Fuente: ProCyclingStats |                    |                   |                 |
| Clasificación de la etapa |                    |                   |                 |
| Ciclista | Ciclista           | Equipo            | Tiempo          |
| 1.º | Simon Yates        | Mitchelton-Scott  | 3 h 37 min 17 s |
| 2.º | Thibaut Pinot      | Groupama-FDJ      | + 12 s          |
| 3.º | Davide Formolo     | Bora-Hansgrohe    | + 12 s          |
| 4.º | Sam Oomen          | Team Sunweb       | + 14 s          |
| 5.º | George Bennett     | LottoNL-Jumbo     | + 14 s          |
| 6.º | Michał Kwiatkowski | Team Sky          | + 14 s          |
| 7.º | Enrico Gasparotto  | Bahrain-Merida    | + 14 s          |
| 8.º | Richard Carapaz    | Movistar Team     | + 16 s          |
| 9.º | Georg Preidler     | Groupama-FDJ      | DES             |
| 10.º | Fabio Aru          | UAE Team Emirates | + 16 s          |

## Clasificaciones finales
- Las clasificaciones finalizaron de la siguiente forma:[4]

### Clasificación general
| \| Clasificación general \| Clasificación general \| Clasificación general \| Clasificación general \| Clasificación general \| \| Ciclista \| Ciclista \| Equipo \| Tiempo \| \| \| --------------------- \| --------------------- \| --------------------- \| --------------------- \| --------------------- \| \| 1.º \| Michał Kwiatkowski \| Team Sky \| 24 h 23 min 53 s \| \| \| 2.º \| Simon Yates \| Mitchelton-Scott \| + 15 s \| \| \| 3.º \| Thibaut Pinot \| Groupama-FDJ \| + 20 s \| \| \| 4.º \| George Bennett \| LottoNL-Jumbo \| + 24 s \| \| \| 5.º \| Dylan Teuns \| BMC Racing Team \| + 27 s \| \| \| 6.º \| Georg Preidler \| Groupama-FDJ \| DES \| \| \| 7.º \| Emanuel Buchmann \| Bora-Hansgrohe \| + 32 s \| \| \| 8.º \| Davide Formolo \| Bora-Hansgrohe \| + 40 s \| \| \| 9.º \| Sam Oomen \| Team Sunweb \| + 42 s \| \| \| 10.º \| Fabio Aru \| UAE Team Emirates \| + 44 s \| \| |                    |                   |                  |
| |                    |                   |                  |
| Fuente: ProCyclingStats |                    |                   |                  |
| Clasificación general |                    |                   |                  |
| Ciclista | Ciclista           | Equipo            | Tiempo           |
| 1.º | Michał Kwiatkowski | Team Sky          | 24 h 23 min 53 s |
| 2.º | Simon Yates        | Mitchelton-Scott  | + 15 s           |
| 3.º | Thibaut Pinot      | Groupama-FDJ      | + 20 s           |
| 4.º | George Bennett     | LottoNL-Jumbo     | + 24 s           |
| 5.º | Dylan Teuns        | BMC Racing Team   | + 27 s           |
| 6.º | Georg Preidler     | Groupama-FDJ      | DES              |
| 7.º | Emanuel Buchmann   | Bora-Hansgrohe    | + 32 s           |
| 8.º | Davide Formolo     | Bora-Hansgrohe    | + 40 s           |
| 9.º | Sam Oomen          | Team Sunweb       | + 42 s           |
| 10.º | Fabio Aru          | UAE Team Emirates | + 44 s           |

### Clasificación por puntos
| Clasificación por puntos | Clasificación por puntos | Clasificación por puntos | Clasificación por puntos | Clasificación por puntos |
| Ciclista                 | Ciclista                 | Equipo                   | Puntos                   |                          |
| ------------------------ | ------------------------ | ------------------------ | ------------------------ | ------------------------ |
| 1.º                      | Michał Kwiatkowski       | Team Sky                 | 73 pts                   |                          |
| 2.º                      | Pascal Ackermann         | Bora-Hansgrohe           | 66 pts                   |                          |
| 3.º                      | Dylan Teuns              | BMC Racing Team          | 63 pts                   |                          |
| 4.º                      | Simon Yates              | Mitchelton-Scott         | 59 pts                   |                          |
| 5.º                      | George Bennett           | LottoNL-Jumbo            | 56 pts                   |                          |
| 6.º                      | Simone Consonni          | UAE Team Emirates        | 52 pts                   |                          |
| 7.º                      | Enrico Gasparotto        | Bahrain-Merida           | 49 pts                   |                          |
| 8.º                      | Thibaut Pinot            | Groupama-FDJ             | 47 pts                   |                          |
| 9.º                      | Sam Oomen                | Team Sunweb              | 46 pts                   |                          |
| 10.º                     | Georg Preidler           | Groupama-FDJ             | DES                      |                          |

### Clasificación de la montaña
| Clasificación de la montaña | Clasificación de la montaña | Clasificación de la montaña | Clasificación de la montaña | Clasificación de la montaña |
| Ciclista                    | Ciclista                    | Equipo                      | Puntos                      |                             |
| --------------------------- | --------------------------- | --------------------------- | --------------------------- | --------------------------- |
| 1.º                         | Patrick Konrad              | Bora-Hansgrohe              | 74 pts                      |                             |
| 2.º                         | Łukasz Owsian               | CCC Sprandi Polkowice       | 57 pts                      |                             |
| 3.º                         | Jan Tratnik                 | CCC Sprandi Polkowice       | 50 pts                      |                             |
| 4.º                         | Alexéi Lutsenko             | Astana                      | 22 pts                      |                             |
| 5.º                         | George Bennett              | LottoNL-Jumbo               | 20 pts                      |                             |
| 6.º                         | Michał Kwiatkowski          | Team Sky                    | 18 pts                      |                             |
| 7.º                         | Sergio Luis Henao           | Team Sky                    | 18 pts                      |                             |
| 8.º                         | Rui Alberto Costa           | UAE Team Emirates           | 17 pts                      |                             |
| 9.º                         | Jhonatan Restrepo           | Katusha-Alpecin             | 17 pts                      |                             |
| 10.º                        | José Herrada                | Cofidis, Solutions Crédits  | 15 pts                      |                             |

### Clasificación de la combatividad
| Clasificación de la combatividad | Clasificación de la combatividad | Clasificación de la combatividad | Clasificación de la combatividad | Clasificación de la combatividad |
| Ciclista                         | Ciclista                         | Equipo                           | Puntos                           |                                  |
| -------------------------------- | -------------------------------- | -------------------------------- | -------------------------------- | -------------------------------- |
| 1.º                              | Jenthe Biermans                  | Katusha-Alpecin                  | 20 pts                           |                                  |
| 2.º                              | Jan Tratnik                      | CCC Sprandi Polkowice            | 11 pts                           |                                  |
| 3.º                              | Jan Bakelants                    | AG2R La Mondiale                 | 7 pts                            |                                  |
| 4.º                              | Michał Paluta                    | CCC Sprandi Polkowice            | 6 pts                            |                                  |
| 5.º                              | Alessandro De Marchi             | BMC Racing Team                  | 3 pts                            |                                  |
| 6.º                              | Jhonatan Restrepo                | Katusha-Alpecin                  | 3 pts                            |                                  |
| 7.º                              | Bert Van Lerberghe               | Cofidis, Solutions Crédits       | 3 pts                            |                                  |
| 8.º                              | Mikaël Cherel                    | AG2R La Mondiale                 | 2 pts                            |                                  |
| 9.º                              | Mathias Le Turnier               | Cofidis, Solutions Crédits       | 2 pts                            |                                  |
| 10.º                             | Michał Kwiatkowski               | Team Sky                         | 1 pt                             |                                  |

### Clasificación por equipos
| Clasificación por equipos | Clasificación por equipos  | Clasificación por equipos | Clasificación por equipos |
| Equipo                    | Equipo                     | Tiempo                    |                           |
| ------------------------- | -------------------------- | ------------------------- | ------------------------- |
| 1.º                       | AG2R La Mondiale           | 73 h 19 min 02 s          |                           |
| 2.º                       | Astana                     | + 1 s                     |                           |
| 3.º                       | Sky                        | + 3 s                     |                           |
| 4.º                       | Quick-Step Floors          | + 4 s                     |                           |
| 5.º                       | Cofidis, Solutions Crédits | + 6 s                     |                           |
| 6.º                       | Movistar Team              | + 8 s                     |                           |
| 7.º                       | Bora-Hansgrohe             | + 9 s                     |                           |
| 8.º                       | UAE Team Emirates          | + 10 s                    |                           |
| 9.º                       | BMC Racing Team            | + 10 s                    |                           |
| 10.º                      | Groupama-FDJ               | + 11 s                    |                           |

## Evolución de las clasificaciones
| Etapa                   | Vencedor                | Clasificación general | Clasificación por puntos | Clasificación de la montaña | Clasificación de la combatividad | Clasificación por equipos |
| ----------------------- | ----------------------- | --------------------- | ------------------------ | --------------------------- | -------------------------------- | ------------------------- |
| 1.ª                     | Pascal Ackermann        | Pascal Ackermann      | Pascal Ackermann         | Michał Paluta               | Alessandro De Marchi             | Trek-Segafredo            |
| 2.ª                     | Pascal Ackermann        | Pascal Ackermann      | Pascal Ackermann         | Michał Paluta               | Jenthe Biermans                  | Trek-Segafredo            |
| 3.ª                     | Álvaro Hodeg            | Álvaro Hodeg          | Álvaro Hodeg             | Michał Paluta               | Jenthe Biermans                  | Trek-Segafredo            |
| 4.ª                     | Michał Kwiatkowski      | Michał Kwiatkowski    | Álvaro Hodeg             | Jan Tratnik                 | Jenthe Biermans                  | BMC Racing                |
| 5.ª                     | Michał Kwiatkowski      | Michał Kwiatkowski    | Pascal Ackermann         | Jan Tratnik                 | Jenthe Biermans                  | BMC Racing                |
| 6.ª                     | Sin ganador             | Michał Kwiatkowski    | Pascal Ackermann         | Łukasz Owsian               | Jenthe Biermans                  | Astana                    |
| 7.ª                     | Simon Yates             | Michał Kwiatkowski    | Michał Kwiatkowski       | Patrick Konrad              | Jenthe Biermans                  | Ag2r La Mondiale          |
| Clasificaciones finales | Clasificaciones finales | Michał Kwiatkowski    | Michał Kwiatkowski       | Patrick Konrad              | Jenthe Biermans                  | Ag2r La Mondiale          |

## UCI World Ranking
El Tour de Polonia otorga puntos para el UCI WorldTour 2018 y el UCI World Ranking, este último para corredores de los equipos en las categorías UCI WorldTeam, Profesional Continental y Equipos Continentales. Las siguientes muestran el baremo de puntuación y los 10 corredores que más obtuvieron puntos:
| Posición              | 1.º | 2.º | 3.º | 4.º | 5.º | 6.º | 7.º | 8.º | 9.º | 10.º | 11.º | 12.º | 13.º | 14.º | 15.º | 16.º-20.º | 21.º-30.º | 31.º-50.º | 51.º-55.º | 56.º-60.º |
| Clasificación general | 400 | 320 | 260 | 220 | 180 | 140 | 120 | 100 | 80  | 68   | 56   | 48   | 40   | 32   | 28   | 24        | 16        | 8         | 4         | 2         |
| Por etapa             | 50  | 20  | 8   |     |     |     |     |     |     |      |      |      |      |      |      |           |           |           |           |           |
| Líder                 | 8   |     |     |     |     |     |     |     |     |      |      |      |      |      |      |           |           |           |           |           |

| Clasificación |                    |                   |         |       |       |       |
| Posición      | Ciclista           | Equipo            | General | Etapa | Líder | Total |
| ------------- | ------------------ | ----------------- | ------- | ----- | ----- | ----- |
| 1.º           | Michał Kwiatkowski | Sky               | 400     | 108   | 24    | 532   |
| 2.º           | Simon Yates        | Mitchelton-Scott  | 320     | 50    | -     | 370   |
| 3.º           | Thibaut Pinot      | Groupama-FDJ      | 260     | 20    | -     | 280   |
| 4.º           | George Bennett     | LottoNL-Jumbo     | 220     | 8     | -     | 228   |
| 5.º           | Dylan Teuns        | BMC Racing        | 180     | 40    | -     | 220   |
| 6.º           | Georg Preidler     | Groupama-FDJ      | 140     | 50    | -     | 190   |
| 7.º           | Emanuel Buchmann   | Bora-Hansgrohe    | 120     | 20    | -     | 140   |
| 8.º           | Pascal Ackermann   | Bora-Hansgrohe    | -       | 100   | 16    | 116   |
| 9.º           | Davide Formolo     | Bora-Hansgrohe    | 100     | 8     | -     | 108   |
| 10.º          | Álvaro Hodeg       | Quick-Step Floors | -       | 90    | 8     | 98    |